# Joyeuxiella pasqualei
Joyeuxiella pasqualei (Synonyme: J. aegyptica (Meggitt, 1927), J. chyzeri (Ratz, 1897), J. fortunatum (Meggitt, 1927), J. ghilhoni (Troncy, 1970), J. pasqualeiformis (López-Neyra, 1928), J. rossicum (Skryabin, 1923)) ist ein Bandwurm, der hauptsächlich im Mittelmeerraum auftritt, mittlerweile aber auch in Deutschland bei Katzen nachgewiesen wurde. Adulte Würmer sind bis zu 50 cm lang und 2 mm breit. Der Scolex hat vier Saugnäpfe, das Rostellum 14 bis 18 Hakenreihen. Die geschlechtsreifen Bandwurmglieder ähneln einem Kürbiskern und haben in der Gliedmitte doppelt-randständige, sich gegenüberliegende Genitalporen. Der Uterus ist in Eikapseln unterteilt, die jeweils nur ein Bandwurmei beinhalten. Als Zwischenwirte fungieren Dungkäfer. Reptilien und kleine Säugetiere können als Transportwirte in die Infektionskette eingeschaltet sein. J. pasqualei kann auch den Menschen befallen und ist damit ein Zoonoseerreger.